# Валени (Паринча)
Валени (рум. Văleni) насеље је у Румунији у округу Бакау у општини Паринча. Oпштина се налази на надморској висини од 173 m.

## Становништво
Према подацима из 2002. године у насељу је живело 620 становника, од којих су сви румунске националности.